# Vauquelinia californica
Vauquelinia californica es una especie de árbol de hoja perenne o de arbusto, en la familia de las rosáceas.
La madera es de color marrón oscuro veteada de rojo, y es dura y muy pesada, un hermoso palo de rosa. Tiene flores blancas densas que se producen a principios de primavera.

## Distribución
La planta es nativa del suroeste de los Estados Unidos en Arizona y el suroeste de Nuevo México en los hábitats de los hábitats del Archipiélago Madrense, en las Sierras Peninsulares en Baja California y el norte de Baja California Sur, y de Sonora en el noroeste de México.

## Prehistórico
De los datos de núcleos de polen, una porción de la distribución prehistórica de Vauquelinia californica ha sido asignada. Por ejemplo, en el periodo del Wisconsin tardío, esta especie se produjo a las elevaciones más bajas dentro de las montañas de Waterman en el sur de Arizona que las que se encuentra en la actualidad.

## Cultivo
Vauquelinia californica se cultiva como planta ornamental. Se utiliza como un arbusto resistente a la sequía, como seto, o árbol pequeño. Cuando se forma como un solo tronco de árbolo, el crecimiento puede alcanzar un tamaño de 4,6 m de altura.

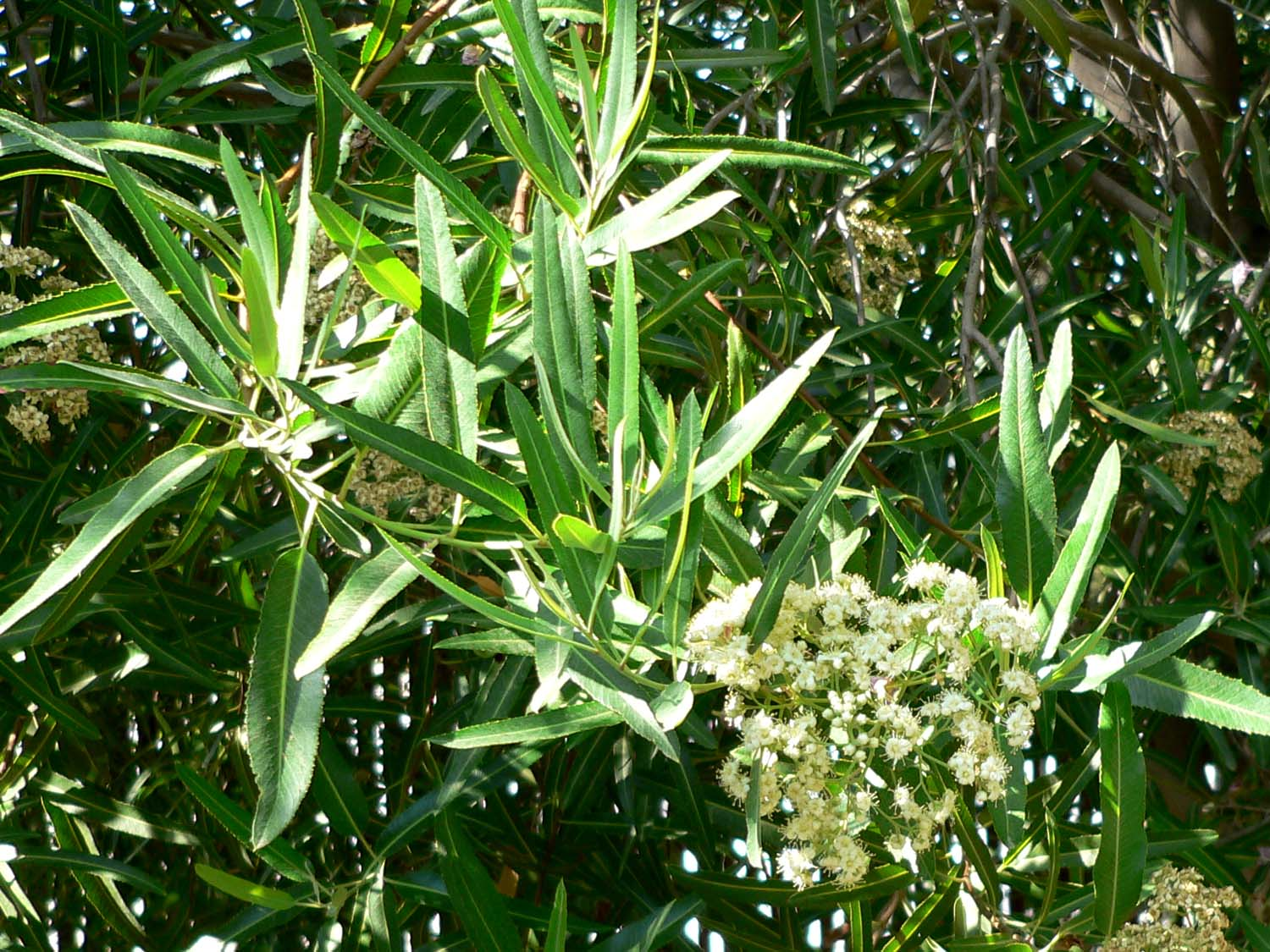
Follaje y flores

## Taxonomía
Vauquelinia californica fue descrita por (Torr.) Sarg. y publicado en Garden & Forest 2: 400. 1889.
Etimología
Vauquelinia: nombre genérico que fue nombrado en honor del químico francés Louis Nicolas Vauquelin (1763-1829).
californica: epíteto geográfico que alude a su localización en California.
Sinonimia
- Spiraea californica Torr.
- Vauquelinia californica subsp. californica [10]